# 翁布里亚语
翁布里亚语是一门已经灭绝的语言，曾在古意大利的翁布里亚地区使用，使用这种语言的人被称作翁布里人，他们曾经生活在特维雷河的上游东部地区。
在意大利语族中，翁布里亚语和奥斯坎语关系密切，构成奥斯坎-翁布里亚语支。这分类提出以来，人们发现古意大利的其他一些语言同翁布里亚语的关系更密切。
现今翁布里亚语用来指称意大利翁布里亚大区所讲的翁布里亚方言。

## 语料
翁布里亚语由流传至今的三十座牌铭而为人所知，其中最大的一座“伊库维牌铭”（Tabulae Iguvinae），由七个青铜金属板构成，用古意大利字母书写，刻于公元前七到一世纪，记录有关古老仪式，并刻有一些祭司的塑像。据传是发现于1444年的斯凯贾附近，另一种说法是发现于古比奥（Iguvium）的一处地下密室。有时，人们会根据中世纪地名Iguvium/Eugubium称其为Eugubian牌铭。铭文有约4000–5000词。
托迪、阿西西和斯波莱托等地亦有小型铭文出土。

## 字母
伊库维牌铭用较古的翁布里亚文和较新的拉丁文两种字母书写。翁布里亚文和其他古意大利字母都从伊特拉斯坎字母演变而来，从右向左书写，可以称作“新伊特拉斯坎文”。但翁布里亚文继承了古文中的'P'形字母以记录音素。这些文字有时被称为古翁布里亚文、新翁布里亚文，区别主要在正字法。例如，拉丁字母中的rs在翁布里亚文中用一个字符表示（一般转写为ř，代表的音素不确定，大多数情况下来自元音间的*-d-）。为清楚区分它们，翁布里亚文加粗，拉丁文用斜体表示。

## 语法

### 音系
下述内容的确切语言并不完全清楚。

#### 辅音
清塞音：p, t, k;
浊塞音：b, d, g
清擦音：f, <ç>/<ś> (=/ʃ/?), h;
浊擦音：<ř>/<rs> (=/ʒ/?)
鼻音：m, n;
R音：r;
近音：l, j, w

#### 元音
单元音：i, e, a, o, u; ā, ē, ī, ō, ū
双元音：ai, ei, ou

### 名词
名词的类别与拉丁语中的大致相同：长a词干对应拉丁语第一类变格，古o词干对应拉丁语第二类变格，辅音、i词干对应拉丁语第三类变格，u词干（拉丁语第四类）和长e词干（拉丁语第五类）的变格所见较少。
单数有7种有证据的格：主格、宾格（及中性的主宾格）、属格、与格、离格、方位格和呼格。复数只分4种格：主格、宾格、属格和与-离格。没有可见的方位格与呼格复数。
长a词干例子：
单数：主格muta/mutu“精细”（拉丁语molta“精细”）；宾格tuta / totam“城邦”；属格tutas / totar（后者有R化，下详）“城市的”（注意翁布里亚语保存了PIE的格，而拉丁语创新为-ae）；与格tute“给城市”；离格asa“从祭坛”；方位格tote“城市里”；呼格Prestota“哦，Prestota”
复数：主格fameřias“家族”；宾格porca“猪”；属格pracatarum“城墙的”；与离格plenasier“每年的节日”（R化来自-s；一般认为与拉丁语plenus“满”有关，语义发展>“满、全（年）”）

### 语音演变

#### 共同变化
翁布里亚语和奥斯坎语经历了一些共同的变化。

##### *kʷ>p
相似的k/p分裂也见于爱尔兰语和威尔士语等日耳曼语。翁布里亚语piře、pirse“什么”；奥斯坎语pídum，比较拉丁语quid.

##### 初音节重读与词中音省略
在意大利语族语言早期，重音似乎转移到了首音节，因为非首音节常常小时或弱化。同样的模式也见于伊特拉斯坎语，因此这应是一种地域特征。（到古典拉丁语时代，这种语言的重音已变成古希腊语模式：重音落在倒数第三个音节上（前重音），若末音节有长元音则是落在倒数第二个音节上（后重音））这些变化与凯尔特语、日耳曼语中重音的类似变化的关系尚不清楚，有关讨论见J. Salmons《重音变化与语言接触》。
例子：
非重读短-e-消亡：*onse“肩”< *omesei，比较拉丁语umerus；destre“在右边”< *deksiterer；ostendu“现在（祈使）”< *obs-tendetōd，比较拉丁语ostendito。

#### 翁布里亚语的独特创新
与高度保守的奥斯坎语相比，翁布里亚语有许多创新，其中一些和西边的拉丁语相同。

##### 原双元音的演化
所有双元音都单化（仅在拉丁语中部分出现，奥斯坎语中极少见）。原始意大利语*ai、*ei合流为翁布里亚语低ē：kvestur ：奥斯坎语kvaísstur、拉丁语quaestor“财务官”；prever“单”；奥斯坎语preivatud、拉丁语prīvus；另外，原始意大利语*oi、*ou、*au在首音节都变为ō（翁布里亚文写作u）：unu“1”：古拉丁语oinus；ute“或”：奥斯坎语auti、拉丁语aut；tuta“城”；奥斯坎语touto。

##### 软腭音颚化
软腭音接前元音和前介音/j/时被颚化，可能为咝音（可能是龈后音/ʃ/），写作ç、ś或s。（相似变化见于大多数罗曼语）例如：翁布里亚语śesna“晚餐”：奥斯坎语kersnu、拉丁语cēna；翁布里亚语façiu“我做”；拉丁语faciō。

##### R化
与拉丁语类似但与奥斯坎语不同，元音间的-s-会R化为-r-。在晚期形式中，词尾的-s也变成了-r（这不见于拉丁语）。例如，-ā词干的属格复数后缀：翁布里亚语-arum、拉丁语-arum vs 奥斯坎语-asúm （比较梵语-āsām）。

##### *d的演变
词首的*d-一般保留（翁布里亚文写作t），见于铭文的早期的元音间*-d-（有时*-l-）一般记作 ř，拉丁字母写作rs，其确切发音不详：piře，pirse“什么” vs. 奥斯坎语pídum、拉丁语quid.

##### 元音
原始意大利语*ū变为/i/，如sim（宾格单数）<PI *sūm“猪”

## 例文
伊库维牌铭Va 6–10行（翁布里亚文）：
拉丁语：
汉语：

## 资料
- Pio Paolucci.  (PDF). Empoli: La Toscografica. 1966  [2023-11-12]. （原始内容存档 (PDF)于2022-03-30） （意大利语）.

- AA.VV. . Guida d'Italia. Milano: Touring Club Italiano. 2004 （意大利语）.
- Buck, Carl Darling. . Kessinger. 2007 [1904]. ISBN 978-1-4326-9132-5.
- Sihler, Andrew L., , Oxford University Press, 1995, ISBN 0-19-508345-8

## 阅读更多
- Buck, Carl Darling. 1979. A Grammar of Oscan and Umbrian: With a Collection of Inscriptions and a Glossary. Hildesheim: Olms.
- ————. 2001. A Vocabulary of Umbrian: Including the Umbrian Glosses. Bristol, PA: Evolution Publishing.
- Clackson, James. 2015. "Subgrouping in the Sabellian Branch of Indo‐European." Transactions of the Philological Society 113 (1): 4–37.
- Poultney, James. 1959. The bronze tables of Iguvium. Philological Monographs 18. Baltimore: American Philological Association.
- Untermann, Jürgen. Wörterbuch des Oskisch-Umbrischen. Heidelberg, Germany: Universitätsverlag C. Winter, 2000.
- Wallace, Rex E. “Sabellian Languages.” In The Cambridge Encyclopedia of Ancient Languages, ed.Roger D. Woodard, 812–839. Cambridge, U.K.: Cambridge University Press, 2004.
- Weiss, Michael L. 2010. Language and Ritual In Sabellic Italy: The Ritual Complex of the Third and the Fourth Tabulae Iguvinae. Leiden: Brill.
- Whatmough, Joshua. "A New Umbrian Inscription of Assisi." Harvard Studies in Classical Philology 50 (1939): 89-93. Accessed May 5, 2020. doi:10.2307/310593.

## 外部連結
- Hare, JB. . Wordgumbo. 2005  [24 August 2010]. （原始内容存档于2011-06-07）. （英文）

- Conway, Robert Seymour. .  14 (第11版). London: 297–298. 1911. — with details of the Umbrian language